# Al-Asmaí
Abu-Saïd Abd-al-Màlik ibn Qurayb al-Bahilí al-Asmaí (àrab: أبو سعيد عبد الملك ابن قريب الباهلي لأصمعي, Abū Saʿīd ʿAbd al-Malik ibn Qurayb al-Bāhilī al-Aṣmaʿī), més conegut senzillament com al-Asmaí (740-828), va ser un dels primers lexicògrafs de l'àrab i un dels tres directors de l'Escola de Bàssora de gramàtica de l'àrab. Alhora fou un pioner de la zoologia i les ciències naturals. És considerat el primer científic musulmà en estudiar els animals en detall. Va escriure diferents obres com: Kitab al-khàïl (Llibre del cavall), Kitab al-ibil (Llibre del camell), Kitab al-farq (Llibre dels animals rars), Kitab al-wuhuix (Llibre dels animals salvatges), Kitab aix-xa (Llibre de l'ovella) i Kitab Khàlaq al-insan (Llibre de la Humanitat). També estudià amb detall l'anatomia humana i se li atribueix la redacció de la biografia èpica d'Antara ibn Xaddad. Com a expert en hipologia, és considerat un dels precursors de la cavalleria desenvolupada per l'islam medieval, coneguda com a furussiyya.

## Vida
Al-Asmaí va néixer el 740, en un lloc que encara no ha estat fixat amb certesa. Va ser membre de la tribu àrab de Bahila. Alguns autors indiquen que va nàixer a Bàssora, que en l'actualitat pertany a l'Iraq, mentre altres situen el seu naixement a Merv, que actualment es territori del Turkmenistan. En qualsevol cas, durant la seva vida al-Asmaí va ser indubtablement un representant de l'Escola de Gramàtica Àrab de Bàssora, i alumne de d'al-Khalil ibn Àhmad al-Farahidí i d'Abu-Amr ibn al-Alà, així com un contemporani d'Abu-Ubayda i de Sibawayhi. Sembla que va ser un home pobre fins que, per la influència del governador de Bàssora, va ser portat en audiència del califa Harun ar-Raixid, qui va gaudir de la seva conversa a la cort i el va fer tutor dels seus fills al-Amín i al-Mamun. Ar-Raixid, que patia d'insomni, va compartir una discussió nocturna amb al-Asmaí sobre poesia preislàmica. Al-Asmaí va ser també popular amb l'influent visir barmàquida. Esdevingué ric propietari a Bàssora, on va establir residència durant un temps. Al-Asmaí morí l'any 828, encara que la ubicació exacta és, novament, objecte de controvèrsia. Mentre alguns situen la seva mort a Bagdad, altres creuen que va tornar a Merv a la darrera etapa de la seva vida.
Al-Asmaí va ser també un lingüista, crític i lexicògraf. En el seu llibre Fuhulat exposa els primers treballs de crítica literària en àrab. Per aquest fet se'l considera un pensador coetani d'Abu-Ubayda. Mentre que aquest últim era membre de la xubiyya, moviment considerat de cultura no-àrab (principalment persa), al-Asmaí creia en la superioritat dels àrabs per damunt dels altres pobles i de la independència de la seva llengua i literatura de tota influència estrangera.
Alguns dels seus deixebles van assolir una alta posició com a homes de lletres. A causa del seu interès en catalogar la llengua àrab, va passar un temps viatjant pel desert i contactant amb les tribus beduïnes per tal d'observar les seves parles.
En un incident exposat per nombrosos historiadors, el califa ar-Raixid va dur un cavall i va preguntar tant a al-Asmaí com a Abu-Ubayda, que també havia escrit extensament sobre zoologia, que identifiquessin amb els termes correctes cada part de l'anatomia del cavall. Abu-Ubayda es va escapolir del repte tot dient que era mes lingüista que veterinari; al-Asmaí, aleshores, va saltar al cavall, va identificar cada part del seu cos i va donar exemples extrets de la poesia àrab beduïna que n'indicaven el terme apropiat en àrab.
Yahya, el visir barmàquida, va sentir llàstima d'al-Asmaí, que era pobre i gens agraciat, i li comprà una esclava, però l'aspecte d'al-Asmaí va causar tant de rebuig en la noia que el visir va trencar la compra pactada.

## Obra
De les obres conegudes d'al-Asmaí, moltes s'esmenten en el catàleg conegut com a Fihrist, tot i que només se n'han trobat mitja dotzena. Entre aquestes cal esmentar Llibre de distinció, Llibre dels animals salvatges, Llibre del cavall i Llibre de l'ovella. La majoria de les col·leccions de poesia àrab preislàmica van ser compilades per deixebles d' al-Asmaí als quals els va inculcar els seus principis. En època moderna, l'orientalista alemany Wilhelm Ahlwardt va compilar i reeditar la seva obra magna Asmaiyyat, considerada una de les principals fonts de la poesia àrab preislàmica.
Al-Asmaí també va escriure l'obra sobre botànica Plantes i arbres, en la qual anomena 276 plantes, moltes de les quals són descrites de forma col·lectiva. També anomena totes les plantes que creixen en les diferents parts de la Península aràbiga.
La seva biografia va ser escrita per Ibn Khal·likan, qui s'hi refereix com a mestre de la llengua àrab i com un dels eminents transmissors de la història oral i de les expressions més estranyes de la llengua.